# 松久駅
松久駅（まつひさえき）は、埼玉県児玉郡美里町大字甘粕（）にある、東日本旅客鉄道（JR東日本）八高線の駅である。

## 歴史
- 1933年（昭和8年）1月25日：鉄道省八高線寄居駅 - 児玉駅間開通時に開設[1]。旅客・貨物取扱開始[2]。当時の所在地は松久村であったため、現駅名となった[1]。
- 1960年（昭和35年）3月1日：貨物取扱廃止[2]。
- 1974年（昭和49年）4月5日：荷物扱い廃止[2]。
- 1982年（昭和57年）7月1日：無人駅化[3]、交換設備撤去。
- 1987年（昭和62年）4月1日：国鉄分割民営化に伴い、JR東日本の駅となる[2]。
- 2002年（平成14年）2月8日：ICカードSuica供用開始[4][5]。木造駅舎から、現駅舎へ改築。
- 2012年（平成24年）4月[6]：現駅舎の真ん前に「松久駅前情報館」が完成（後述）。

## 駅構造
単式ホーム1面1線を有する地上駅。
以前は相対式ホーム2面2線を有していたが、無人駅化に合わせホーム、線路は共に撤去され、現在対向ホーム跡は公園に転用されている。
駅舎は2002年に新築された。トイレは水洗式で、駅舎脇のホーム上にある。以前は駅舎内にあったがトイレが新設された際撤去され、待合室に改造されている。高崎統括センター（高崎駅）管理の無人駅。乗車駅証明書発行機と簡易Suica改札機が設置されている。

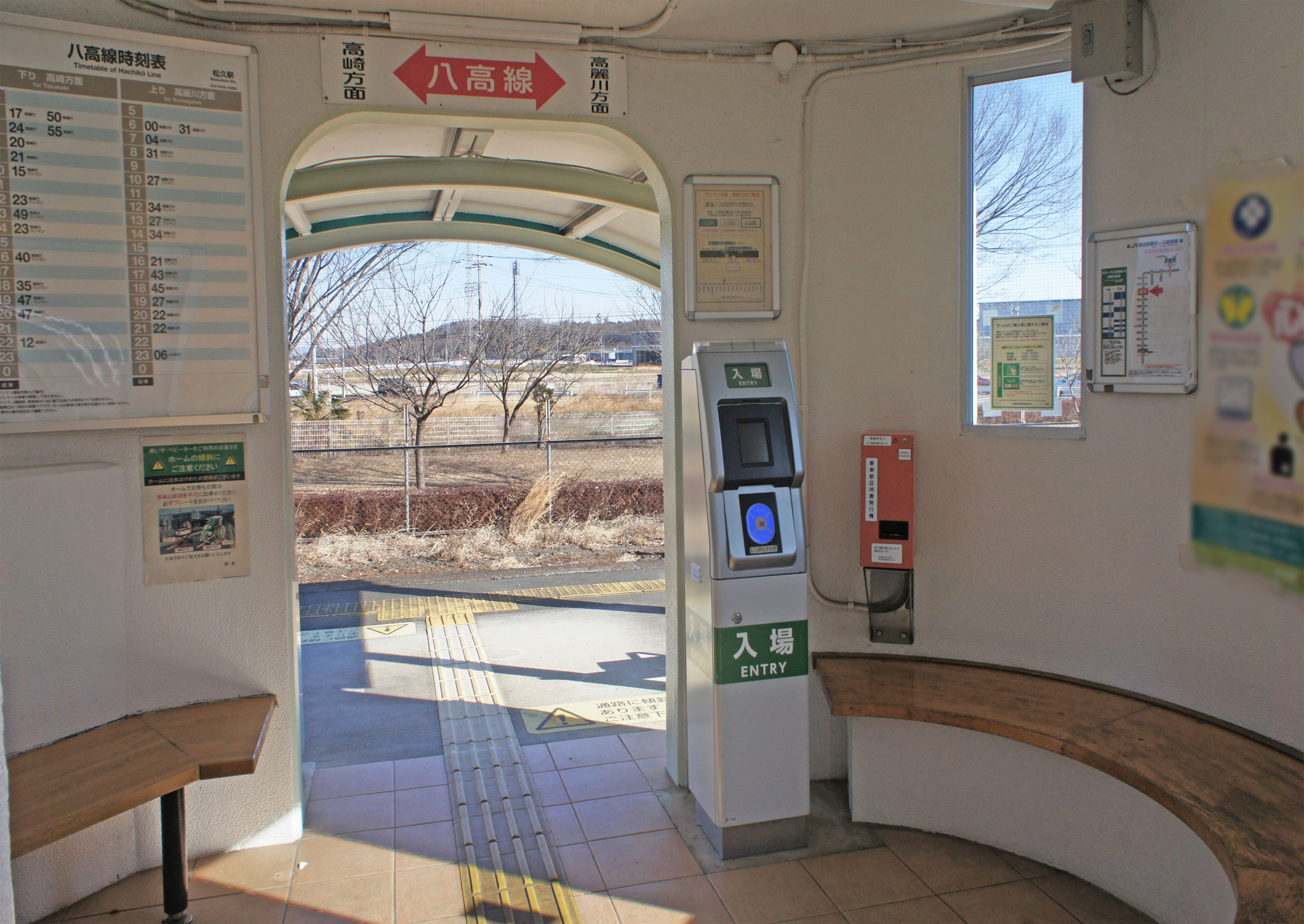
改札口（2022年1月）
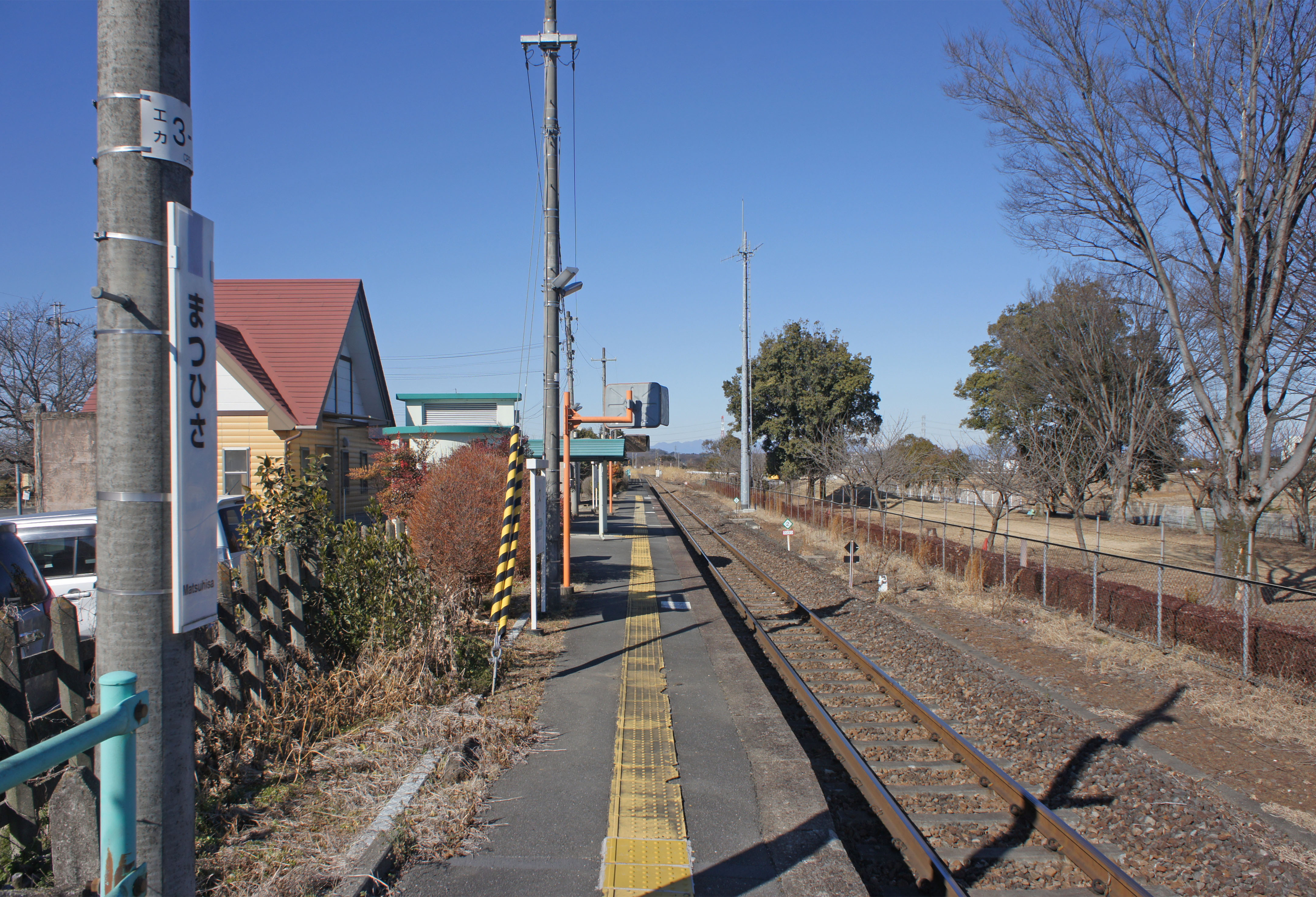
ホーム（2022年1月）

## 利用状況
「埼玉県統計年鑑」によると、1999年度（平成11年度） - 2010年度（平成22年度）の年間乗車人員を365（閏年は366）で除した1日平均乗車人員の推移は以下の通りであった。なお、小数点以下の値は四捨五入して算出している。
| 乗車人員推移       | 乗車人員推移    | 乗車人員推移    |
| 年度               | 1日平均乗車人員 | 出典            |
| ------------------ | --------------- | --------------- |
| 1999年（平成11年） | 117             | [ 利用客数 1 ]  |
| 2000年（平成12年） | 115             | [ 利用客数 2 ]  |
| 2001年（平成13年） | 111             | [ 利用客数 3 ]  |
| 2002年（平成14年） | 103             | [ 利用客数 4 ]  |
| 2003年（平成15年） | 83              | [ 利用客数 5 ]  |
| 2004年（平成16年） | 96              | [ 利用客数 6 ]  |
| 2005年（平成17年） | 98              | [ 利用客数 7 ]  |
| 2006年（平成18年） | 97              | [ 利用客数 8 ]  |
| 2007年（平成19年） | 104             | [ 利用客数 9 ]  |
| 2008年（平成20年） | 106             | [ 利用客数 10 ] |
| 2009年（平成21年） | 120             | [ 利用客数 11 ] |
| 2010年（平成22年） | 119             | [ 利用客数 12 ] |

## 駅周辺
美里町に位置する唯一の駅であるが、町の南部では用土駅が、町の北部では本庄早稲田駅や本庄駅の方が近く、また八高線の本数も少ないことから、高崎方面への旅客で当駅を利用するのは松久地区・大沢地区の住民が主となっている。
駅の周辺は住宅街となっており、県道本庄寄居線まで出れば、飲食店や薬局などがある。
駅前には送迎用の駐車スペースがある。特に駐車・駐輪禁止との表示はないため、地元の利用者はここに車両を止めて行くことが多い。飲料の自動販売機が設置されている。その西側には無料の駐車場もあり、駐輪場も併設されている。なお、周辺にはこの他に駅利用者向けの駐車・駐輪場などはない。その他駅周辺には美里町町内循環バスの「松久駅」バス停が置かれている。
- 美里町役場
- 美里郵便局
- 正観寺
- 遺跡の森総合公園
- 美里町民体育館
- 美里町民武道館
- 美里町立図書館
- 美里町立美里中学校
- 美里町立松久中学校
- 寄居PA
- 県北都市間路線代替バス（武蔵観光バス）「松久」停留所

## 松久駅前情報館
現駅舎は、2002年（平成14年）に町との調整も無いまま木造建築から建替えられたが、住民や利用者らから「公衆トイレのようだ」等と批判が多く、再度駅舎を改築して町の玄関口として相応しいものにすべきと言う意見が強かった。美里町の野口重信町長も2007年12月の町議会の一般質問で財政面からもすぐに実現出来るかは分からないとしながらも、「ログハウス風」の駅舎にするのもいいのでは、と具体的な案も示していた。しかし完成してから10年も満たない上に利用者も多いとは言えない中でJRが駅舎を改築するのは現実味に乏しかった。そのため美里町が既存駅舎入口に連結する形で「松久駅前情報館」と言うログハウス風の公共施設を建設、2012年（平成24年）4月に竣工した。
なお、同じ八高線では、明覚駅がログハウス風の建築となっている。

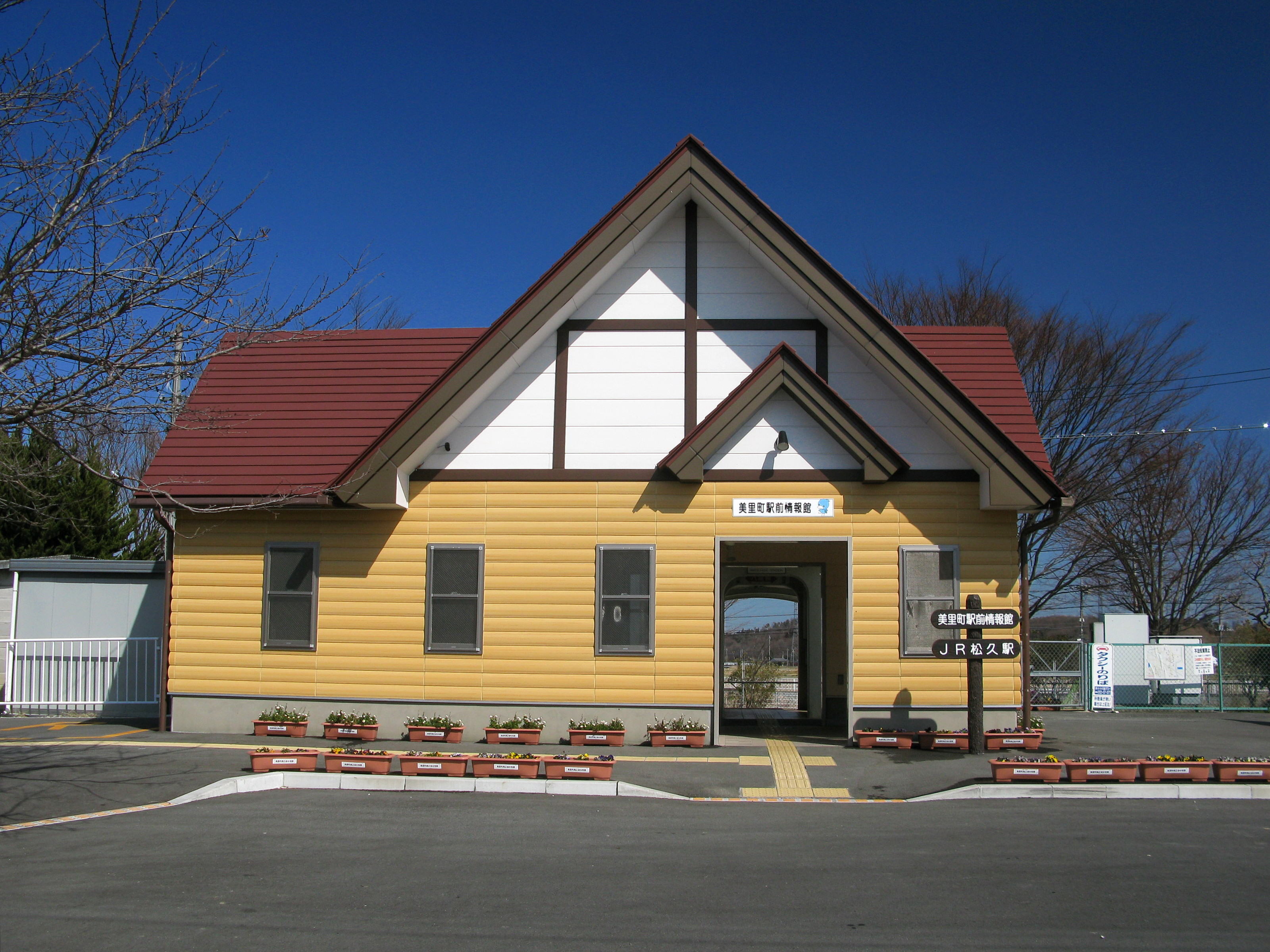
松久駅前情報館外観（2013年2月）
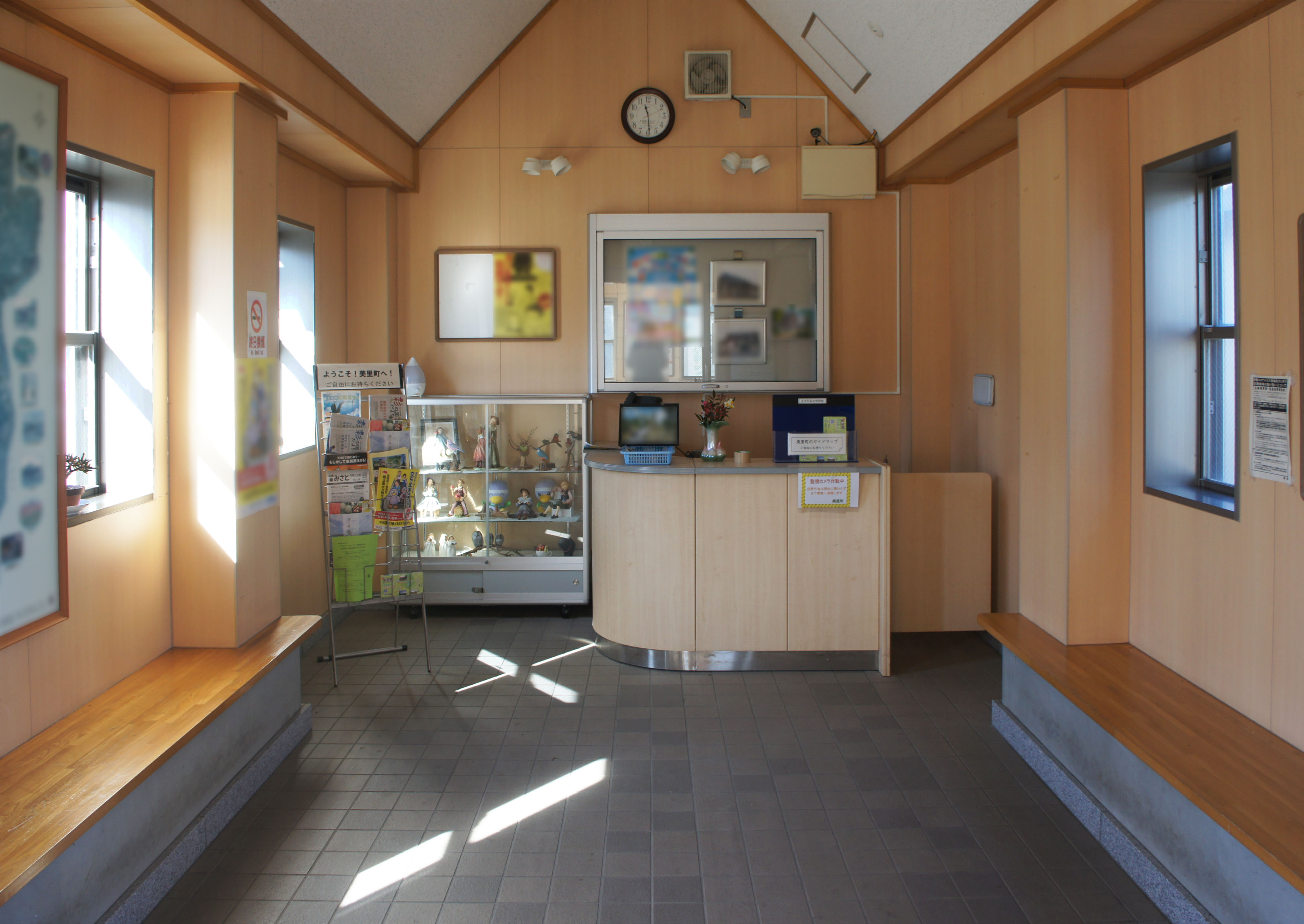
松久駅前情報館内（2022年1月）
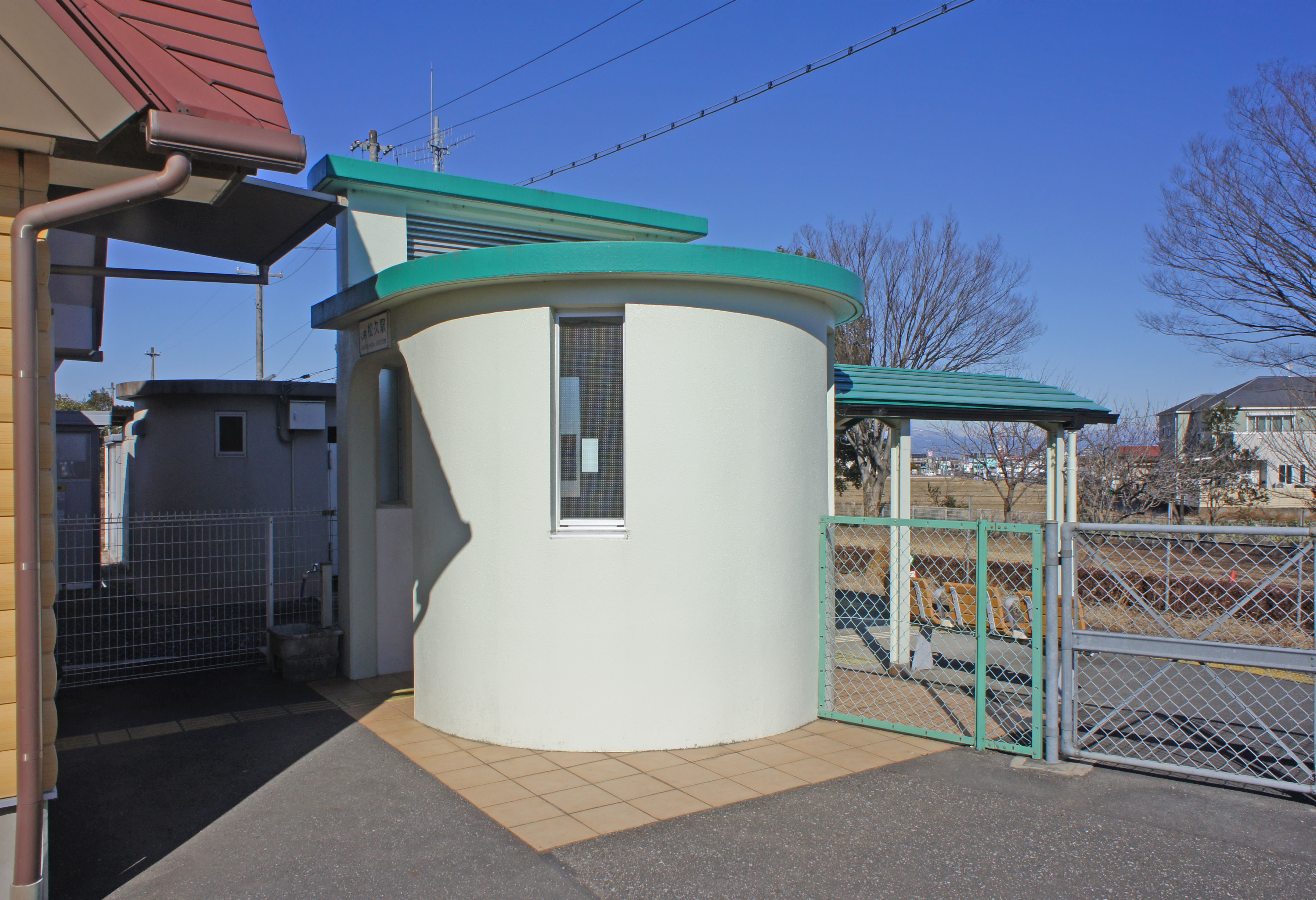
松久駅前情報館と松久駅舎（2022年1月）

## 隣の駅
東日本旅客鉄道（JR東日本）
■八高線
用土駅 - 松久駅 - 児玉駅

### 記事本文
1. 1 2 3 4 5 6 7  『週刊 JR全駅・全車両基地』 46号 甲府駅・奥多摩駅・勝沼ぶどう郷駅ほか79駅、朝日新聞出版〈週刊朝日百科〉、2013年7月7日、27頁。
2. 1 2 3 4 5  石野哲 編『停車場変遷大事典 国鉄・JR編 II』（初版）JTB、1998年10月1日、200頁。ISBN 978-4-533-02980-6。
3. ↑  “「通報」●八高線松久駅の駅員無配置について（旅客局）”. 鉄道公報 (日本国有鉄道総裁室文書課):  p. 3. (1982年6月30日)
4. ↑  「鉄道記録帳2002年2月」『RAIL FAN』第49巻第5号、鉄道友の会、2002年5月1日、24頁。
5. ↑  「JR年表」『JR気動車客車編成表 '02年版』ジェー・アール・アール、2002年7月1日、187頁。ISBN 4-88283-123-6。
6. 1 2  美里町のあゆみ 3村合併60周年、町制施行30周年。 (PDF)  - 美里町（広報みさと 平成26年12月）、2016年1月29日閲覧。
7. ↑  一般質問「松久駅の駅舎の新築について」 (PDF)  - 美里町議会、2009年12月1日、2016年1月29日閲覧。
8. ↑  平成19年12月 定例会（第4回） 12月13日-一般質問-02号

### 利用状況
1. ↑  “110 鉄道による駅別旅客・貨物輸送状況” (Excel). 平成12年埼玉県統計年鑑.   埼玉県. 2019年5月6日時点のオリジナルよりアーカイブ。2019年5月6日閲覧。
2. ↑  “110 鉄道による駅別旅客・貨物輸送状況” (Excel). 平成13年埼玉県統計年鑑.   埼玉県. 2019年5月6日時点のオリジナルよりアーカイブ。2019年5月6日閲覧。
3. ↑  “8-1 鉄道による駅別旅客・貨物輸送状況” (Excel). 平成14年埼玉県統計年鑑.   埼玉県. 2019年5月6日時点のオリジナルよりアーカイブ。2019年5月6日閲覧。
4. ↑  “8-1 鉄道による駅別旅客・貨物輸送状況” (Excel). 平成15年埼玉県統計年鑑.   埼玉県. 2019年5月6日時点のオリジナルよりアーカイブ。2019年5月6日閲覧。
5. ↑  “8-1 鉄道による駅別旅客・貨物輸送状況” (Excel). 平成16年埼玉県統計年鑑.   埼玉県. 2019年5月6日時点のオリジナルよりアーカイブ。2019年5月6日閲覧。
6. ↑  “8-1 鉄道による駅別旅客・貨物輸送状況” (Excel). 平成17年埼玉県統計年鑑.   埼玉県. 2019年5月6日時点のオリジナルよりアーカイブ。2019年5月6日閲覧。
7. ↑  “8-1 鉄道による駅別旅客・貨物輸送状況” (Excel). 平成18年埼玉県統計年鑑.   埼玉県. 2019年5月6日時点のオリジナルよりアーカイブ。2019年5月6日閲覧。
8. ↑  “8-1 鉄道による駅別旅客・貨物輸送状況” (Excel). 平成19年埼玉県統計年鑑.   埼玉県. 2019年5月6日時点のオリジナルよりアーカイブ。2019年5月6日閲覧。
9. ↑  “8-1 鉄道による駅別旅客・貨物輸送状況” (Excel). 平成20年埼玉県統計年鑑.   埼玉県. 2019年5月6日時点のオリジナルよりアーカイブ。2019年5月6日閲覧。
10. ↑  “8-1 鉄道による駅別旅客・貨物輸送状況” (Excel). 平成21年埼玉県統計年鑑.   埼玉県. 2019年5月6日時点のオリジナルよりアーカイブ。2019年5月6日閲覧。
11. ↑  “8-1 鉄道による駅別旅客・貨物輸送状況” (Excel). 平成22年埼玉県統計年鑑.   埼玉県. 2019年5月6日時点のオリジナルよりアーカイブ。2019年5月6日閲覧。
12. ↑  “8-1 鉄道による駅別旅客・貨物輸送状況” (Excel). 平成23年埼玉県統計年鑑.   埼玉県. 2019年5月6日時点のオリジナルよりアーカイブ。2019年5月6日閲覧。